# Chumhari Kang
Der Chumhari Kang ist ein Berg im Himalaya an der Grenze zwischen Bhutan und der Volksrepublik China.
Der Chumhari Kang hat eine Höhe von 6680 m. Er liegt 9,23 km westnordwestlich des Gangkhar Puensum (7570 m).
Der Berg ist noch unbestiegen.